# Colomano di Lindisfarne
Colomano di Lindsfarne, in inglese Colmán; St. Colman; Colmann (Irlanda, 605 circa – Abbazia di Mayo, 18 febbraio 675), fu un monaco irlandese che divenne abate e vescovo. È venerato come santo dalla chiesa cattolica.

## Biografia
Colomano fu un monaco irlandese nell'isola di Iona in Scozia prima di trasferirsi nell'Abbazia di Lindisfarne.
Egli non seguì la Regola benedettina ma quella di san Columba di Iona.
Fu anche un sostenitore convinto del rito celtico nella Chiesa e conservò nella controversia la tradizione celtica della sua Chiesa nonostante le interferenze da Roma.
Nel 664 il re  Oswiu di Northumbria convocò il Sinodo di Whitby, che decise per il Rito romano. Colomano rassegnò le dimissioni dal suo ufficio episcopale e con i suoi seguaci della tradizione celtica si ritirò presso l'Abbazia di Iona in Scozia, portando con sé alcune ossa della reliquia di sant'Aidano.
Nel 668 si trasferì con i suoi compagni di fede sull'isola di Inishbofin, di fronte alla costa occidentale dell'Irlanda, ove fondò un convento. Allorché scoppiarono liti fra i monaci, egli divise il convento e, mentre gli scozzesi rimasero a Inishbofin, egli fondò un nuovo convento nella contea di Mayo ove morì nel 675.